# Arboga samrealskola
Arboga samrealskola var en realskola i Arboga verksam från 1905 till 1963.

## Historia
Skolan har sina rötter i en skola som inrättades 1553 i staden. Denna Arboga trivialskola namnändrades 1821 till Arboga lägre lärdomsskola och ombildades till ett (lägre) elementarläroverk på 1850-talet (5-klassigt från 1866) och lägre allmänt läroverk (Allmänna läroverket för gossar) 1879. Detta ombildades 1905 till Arboga samskola  och blev statlig samrealskola från 1928.
Realexamen gavs från 1907 till 1963.
Skolbyggnaden är från 1884 och användes efter 1963 av Arboga Tekniska skola och senare av Nicolaiskolan.